# Trabeops aurantiacus
Trabeops aurantiacus là một loài nhện trong họ Lycosidae. Chúng được James Henry Emerton miêu tả năm 1885, thường xuất hiện ở Mỹ và Canada.